# DDR-Eishockeymeisterschaft 1981/82
Die DDR-Eishockey-Meisterschaft 1981/82 brachte mit dem SC Dynamo Berlin den bis dato überlegensten Sieger der letzten Jahre hervor. Die Hauptstädter verpassten dabei ihrem Kontrahenten aus Weißwasser die Höchststrafe von zehn Niederlagen aus zehn Spielen, was seit Einführung der Oberliga-Serie 1970/71 ein Novum darstellte. Folgerichtig standen die Berliner bereits nach sechs Spieltagen als Meister fest.
In der DDR-Bestenermittlung waren die Zuschauer dagegen Zeuge eines Dreikampfes um den Titel, in dem der „ewige Dritte“ BSG Motor Bad Muskau den großen Favoriten Monsator Berlin mit einem unerwarteten Sieg in Bedrängnis brachte. Anschließend konnten sich die Berliner im Duell der vermeintlich stärksten Mannschaften deutlich gegen Gastgeber Einheit Crimmitschau durchsetzen, was ihnen letztlich nicht nur die erfolgreiche Titelverteidigung bescherte, sondern mit nun sechs Gesamtsiegen auch eine neue Bestmarke. Während die punktgleichen Crimmitschauer erneut mit dem zweiten Platz vorliebnehmen mussten, blieb für die ebenfalls punktgleichen Bad Muskauer das fünfte Jahr in Folge nur Bronze übrig.

## Meistermannschaft
| SC Dynamo Berlin | René Bielke, Egon Schmeißer, Dieter Frenzel, Dietmar Peters, Reinhardt Fengler, Joachim Lempio, Klaus Schröder, Frank Möller, Fred Freitag, Uwe Geisert, Harald Kuhnke, Gerhard Müller, Jürgen Breitschuh, Friedhelm Bögelsack, Roland Peters, Frank Proske, Wolfgang Unterdörfel, Detlef Radant, Thomas Graul, Andreas Proske, Jens Ziesche, Stefan Steinbock, Rolf Nitz, Guido Hiller |

## Oberliga
| Pl. | Verein                   | Sp. | S  | U | N  | Tore  | Punkte |
| --- | ------------------------ | --- | -- | - | -- | ----- | ------ |
| 1.  | SC Dynamo Berlin         | 10  | 10 | – | –  | 54:20 | 20     |
| 2.  | SG Dynamo Weißwasser (M) | 10  | –  | – | 10 | 20:54 | 0      |

|     | DDR-Meister      |
| (M) | Titelverteidiger |

| Spielansetzungen | Spielansetzungen     | Spielansetzungen     | Spielansetzungen | Spielansetzungen | Zwischenstände | Zwischenstände | Zwischenstände |
| Spiel            | Heimteam             | Gästeteam            | Ergebnis         |                  | Punkte (Tore)  | Punkte (Tore)  | Punkte (Tore)  |
| Spiel            | Heimteam             | Gästeteam            | Ergebnis         | Weißwasser       |                | Berlin         |                |
| 1                | SG Dynamo Weißwasser | SC Dynamo Berlin     | 10:06            |                  | 0(1)           | :              | 20(6)          |
| 2                | SC Dynamo Berlin     | SG Dynamo Weißwasser | 60:01            |                  | 0(2)           | :              | 40(12)         |
| 3                | SG Dynamo Weißwasser | SC Dynamo Berlin     | 10:02            |                  | 0(3)           | :              | 60(14)         |
| 4                | SC Dynamo Berlin     | SG Dynamo Weißwasser | 40:01            |                  | 0(4)           | :              | 80(18)         |
| 5                | SC Dynamo Berlin     | SG Dynamo Weißwasser | 40:01            |                  | 0(5)           | :              | 100(22)        |
| 6                | SG Dynamo Weißwasser | SC Dynamo Berlin     | 20:07            |                  | 0(7)           | :              | 120(29)        |
| 7                | SG Dynamo Weißwasser | SC Dynamo Berlin     | 30:04            |                  | 0(10)          | :              | 140(33)        |
| 8                | SC Dynamo Berlin     | SG Dynamo Weißwasser | 60:05            |                  | 0(15)          | :              | 160(39)        |
| 9                | SG Dynamo Weißwasser | SC Dynamo Berlin     | 40:05            |                  | 0(19)          | :              | 180(44)        |
| 10               | SC Dynamo Berlin     | SG Dynamo Weißwasser | 100:01           |                  | 0(20)          | :              | 200(54)        |

| Meisterschaft entschieden |

## DDR-Bestenermittlung
Das Endrundenturnier der A-Gruppe wurde im Februar 1982 zum wiederholten Male in Crimmitschau ausgetragen. Auch die B-Gruppe traf sich eine Woche darauf wie die Jahre zuvor in Crimmitschau.

### Sieger
BSG Monsator Berlin

### A-Gruppe
| Pl. | Verein                   | Sp. | S | U | N | Tore  | Punkte |
| --- | ------------------------ | --- | - | - | - | ----- | ------ |
| 1.  | BSG Monsator Berlin (M)  | 3   | 2 | – | 1 | 33:15 | 04:02  |
| 2.  | BSG Einheit Crimmitschau | 3   | 2 | – | 1 | 26:20 | 04:02  |
| 3.  | BSG Motor Bad Muskau     | 3   | 2 | – | 1 | 29:25 | 04:02  |
| 4.  | BSG Aufbau Halle (N)     | 3   | – | – | 3 | 05:33 | 00:06  |

|     | Sieger der DDR-Bestenermittlung |
|     | Abstieg in die B-Gruppe         |
| (M) | Titelverteidiger                |
| (N) | Neuling                         |

### B-Gruppe
| Pl. | Verein                     | Sp. | S | U | N | Tore  | Punkte |
| --- | -------------------------- | --- | - | - | - | ----- | ------ |
| 1.  | BSG HO Lebensmittel Erfurt | 3   | 3 | – | – | 22:14 | 06:0   |
| 2.  | BSG Chemie 70 Rostock (A)  | 3   | 2 | – | 1 | 21:17 | 04:02  |
| 3.  | SG Dynamo Klingenthal      | 3   | 1 | – | 2 | 08:13 | 02:04  |
| 4.  | BSG Aufbau Schönheide (N)  | 3   | – | – | 3 | 13:20 | 00:06  |

|     | Für die A-Gruppe qualifiziert                  |
|     | Relegation gegen Sieger d. Bezirksausscheidung |
| (A) | A-Gruppen-Absteiger                            |
| (N) | Neuling                                        |

## Relegation (DDR-Bestenermittlung – Bezirksliga)
Die Relegation fand erst Mitte Februar 1983 statt.
| BSG Aufbau Schönheide              | – | BSG Fortschritt Hohenstein-Ernstthal       | 4:5 |
| (Letzter d. B-Gruppe/B.ermittlung) |   | (Sieger d. Ausscheidung d. Bezirksmeister) |     |

Die BSG Fortschritt Hohenstein-Ernstthal startete somit in der Saison 1982/83 in der DDR-Bestenermittlung.

## Bezirksausscheidung
Die beiden ersten Runden wurden im Dezember 1982 durchgeführt, das Ausscheidungsspiel um den Relegationsplatz wurde Anfang Januar 1983 ausgetragen.
3. Runde
| BSG Chemie Leuna | – | BSG Fortschritt Hohenstein-Ernstthal | 8:12 |
| (Bez. Halle)     |   | (Sieger 2. Runde)                    |      |

Die BSG Fortschritt Hohenstein-Ernstthal vertrat damit die Bezirksmeister in der Relegation für die kommende Bestenermittlung 1982/83.
2. Runde
| BSG Fortschritt Hohenstein-Ernstthal | – | BSG Traktor Groß Düben | 12:4 |
| (Bez. Karl-Marx-Stadt)               |   | (Sieger 1. Runde)      |      |

1. Runde
| BSG Traktor Groß Düben | – | BSG Einheit Niesky | 4:2 |
| (Bez. Cottbus)         |   | (Bez. Dresden)     |     |